# Ґрудкі (Вармінсько-Мазурське воєводство)
Ґрудкі (пол. Gródki, нім. Grodtken) — село в Польщі, у гміні Плосьниця Дзялдовського повіту Вармінсько-Мазурського воєводства.
Населення — 613 осіб (2011).
У 1975-1998 роках село належало до Цехановського воєводства.

## Демографія
Демографічна структура станом на 31 березня 2011 року:
|          | Загалом | Допрацездатний вік | Працездатний вік | Постпрацездатний вік |
| -------- | ------- | ------------------ | ---------------- | -------------------- |
| Чоловіки | 296     | 50                 | 219              | 27                   |
| Жінки    | 317     | 65                 | 189              | 63                   |
| Разом    | 613     | 115                | 408              | 90                   |